# Lijst van burgemeesters van Ubbergen
Dit is een lijst van schouten en burgemeesters van de voormalige Nederlandse gemeente (1825-2015, van 1818-1825 schoutambt) Ubbergen in de provincie Gelderland.
Ubbergen ging in 2015 op in de gemeente Groesbeek.
| Ambtsperiode | Naam burgemeester                               | Partij of stroming | Bijzonderheden                                              |
| ------------ | ----------------------------------------------- | ------------------ | ----------------------------------------------------------- |
| 1818 - 1825  | Arnoldus Sander Jacobus Abeleven                |                    |                                                             |
| 1825         | Isaac Weijer Vermeer                            |                    |                                                             |
| 1825 - 1851  | Jacob van Hees                                  |                    |                                                             |
| 1851 - 1857  | Mr. Ernestus Schade van Westrum                 |                    |                                                             |
| 1857 - 1871  | Jhr. Frans (F.A.J.) Dommer van Poldersveldt     |                    |                                                             |
| 1872 - 1892  | Cornelis Mari van der Goes (1805-1892)          |                    |                                                             |
| 1893 - 1917  | Jhr. Jan (J.IJ.G.G.) Dommer van Poldersveldt    |                    | zoon van jhr. F.A.J. Dommer van Poldersveldt                |
| 1917 - 1920  | Jhr. Frans (F.C.V.) Dommer van Poldersveldt     |                    | was burgemeester van Princenhage; broer van zijn voorganger |
| 1920 - 1935  | Mr. Eduard (E.H.J.) baron van Voorst tot Voorst | RKSP               |                                                             |
| 1935 - 1967  | Mr. Prosper (P.M.H.) Sassen                     |                    |                                                             |
| 1967 - 1980  | Wim (W.S.) Hermsen                              | KVP                |                                                             |
| 1980 - 1989  | Rob (R.O.M.) Waelput                            | CDA                |                                                             |
| 1989         | Ton (A.H.) Bus                                  | CDA                | waarnemend                                                  |
| 1989 - 2000  | Maurits (M.L.C.M.) Schneemann                   | CDA                |                                                             |
| 2001 - 2015  | Paul (P.G.I.) Wilbers                           | PvdA               | waarnemend sinds 2013                                       |